# Перепись населения Литвы (1923)

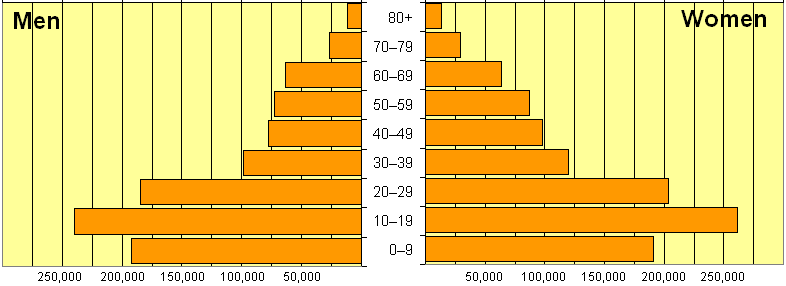
Возрастно-половая пирамида Литвы, составленная по результатам переписи

Перепись населения Литвы 1923 года проводилась с 17 по 23 сентября по поручению Учредительного Сейма Литвы, через несколько лет после провозглашения независимости Литвы в 1918 году. По результатам переписи, в Литве проживал 2 028 971 человек. Это была единственная перепись населения Литвы, проведённая в межвоенный период. Следующая перепись была проведена в 1942 году немецкими властями, а далее в 1959 году как часть переписи населения СССР 1959 года.
Результаты переписи были сгруппированы по переписным районам, составленным по границам округов; из 24 районов четыре были городами, чьи права приравняли к округам, — Каунас, Шяуляй, Паневежис и Укмерге. Населения Виленского края, включённого во Вторую Речь Посполитую, и Клайпедского края, вошедшего в состав Литвы в 1923 году, не учитывались. Перепись обошлась в 605 600 литовских литов и осуществлялась 3 100 гражданскими служащими и студентами высших учебных заведений. Данные были переданы в Центральное бюро статистики посредством телеграфной и телефонной связи. Результаты публиковались в статистических сводках в течение 1924 и 1925 годов, а затем — в более публичных изданиях на литовском и французском языках в 1926 году.
Согласно результатам переписи, 15,8 % людей жили в городах с населением более 2 000 человек, а в сельскохозяйственном секторе экономики было задействовано более 75 % населения страны. Было насчитано 27 крупных городов, 241 городов и 16 388 деревней. 44,1 % населения не имело образования, из них 32,6 % было старше 10 лет. Этническая принадлежность определялась только на основе языка. Согласно получившимся результатам, 84 % населения были литовцами, 7,6 % — евреями, 3,2 % — поляками, 2,5 % — русскими и 0,7 % — латышами. Результаты переписи были оспорены Польским избирательным комитетом; согласно их данным, поляки составляли 10 % населения Литвы, а литовцы — только 76,4 %. Эти данные были основаны на анализе голосов, отданных за польских кандидатов на выборах в Сейм в 1923 году, согласно которому польское население в Литве насчитывало 202 тысячи человек, то есть, примерно 9,5-10 %.